# تيد دين
تيد دين (بالإنجليزية: Ted Dean)‏ هو لاعب كرة قدم أمريكية أمريكي، ولد في 24 مارس 1938 في Radnor, Pennsylvania ‏ في الولايات المتحدة.

## وصلات خارجية
- تيد دين على موقع مرجع كرة القدم المحترفة.كوم (الإنجليزية)